# ユッカ・ティエンスー
ユッカ・ティエンスー (Jukka Tiensuu , 1948年8月30日 - )はフィンランドの現代音楽の作曲家、チェンバロ奏者、ピアノ奏者、指揮者。

## 略歴
本職はラモーからケージまで弾くプロのチェンバロ奏者。

## ディスコグラフィー
- https://www.discogs.com/artist/1069169-Jukka-Tiensuu